# Mosaïque des Îles et des Villes de Méditerranée
 (octobre 2024).
La Mosaïque des îles et des villes de Méditerranée appelée aussi mosaïque aux îles est une mosaïque exposée au musée national du Bardo, représentant diverses îles et villes méditerranéennes. Cette mosaïque a été découverte en 1995 à Haïdra, une localité située dans le centre-ouest de la Tunisie à 200 km de la mer. Elle se distingue par sa riche iconographie et son symbolisme particulier lié à la mer et au culte de Vénus,,.

## Description et Iconographie
La mosaïque, d’environ 6 x 5,30 mètres, ornait à l'origine le sol d’une grande pièce de plan carré. Son motif central est encadré par une double bordure : une frise géométrique externe et une frise interne qui dépeint une faune aquatique abondante, comprenant des dauphins, anguilles, rougets, et divers crustacés. Cette composition entourant le centre représente un fond marin vibrant, rappelant les paysages portuaires inspirés de l'art hellénistique,.
Le motif central de la mosaïque se compose de 15 vignettes (dont 11 sont bien conservées) représentant des îles ou villes méditerranéennes identifiées par des inscriptions en lettres capitales. Ces sites incluent notamment Idalium, Naxos, Scyros, Paphos, Erycos, Cypros, et Rhodos, parmi d'autres. Ces vignettes ne suivent pas un ordre géographique mais reflètent plutôt un parcours symbolique ou imaginaire du propriétaire de la mosaïque, peut-être pour montrer ses connaissances ou expériences personnelles,.

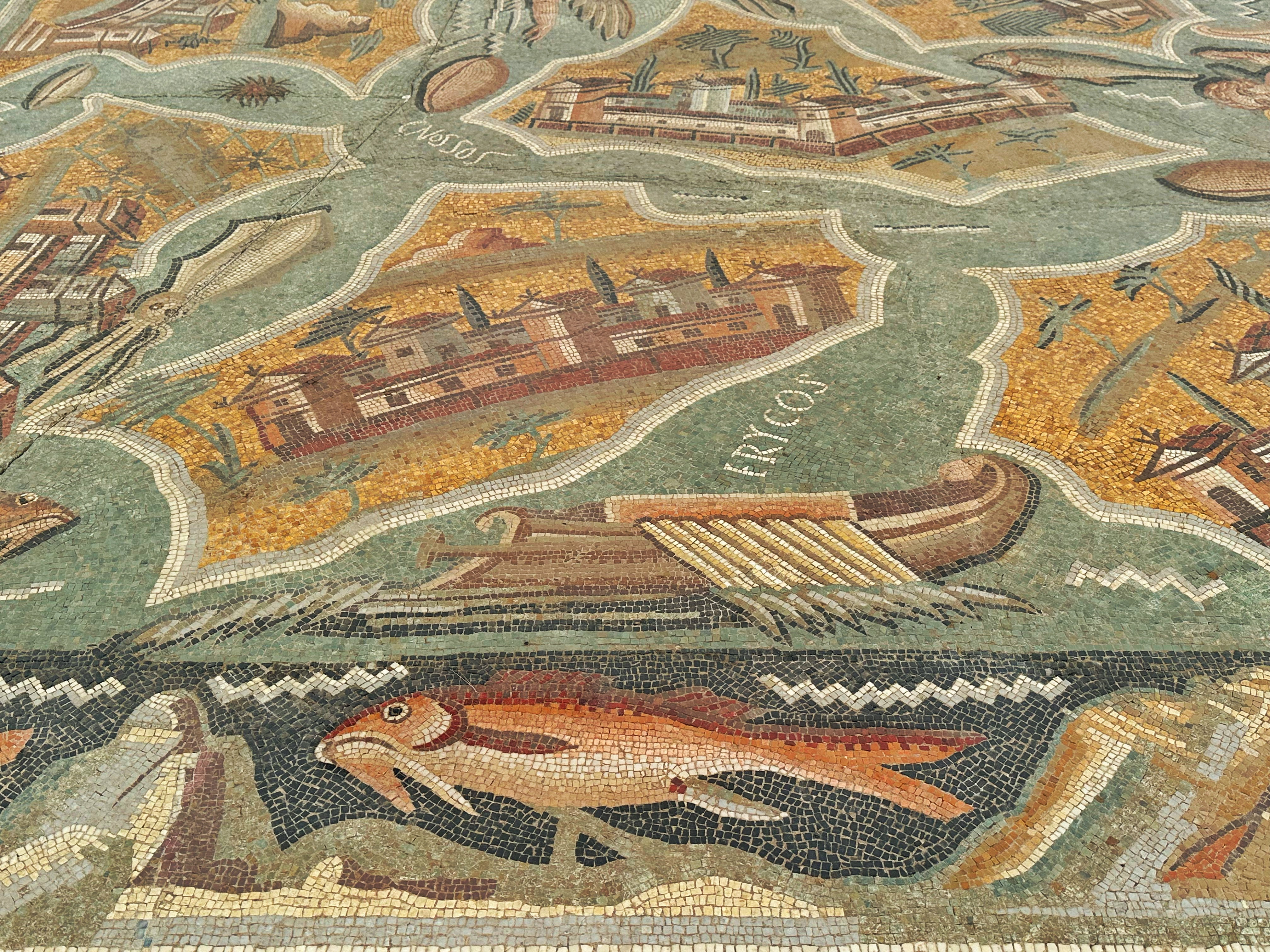
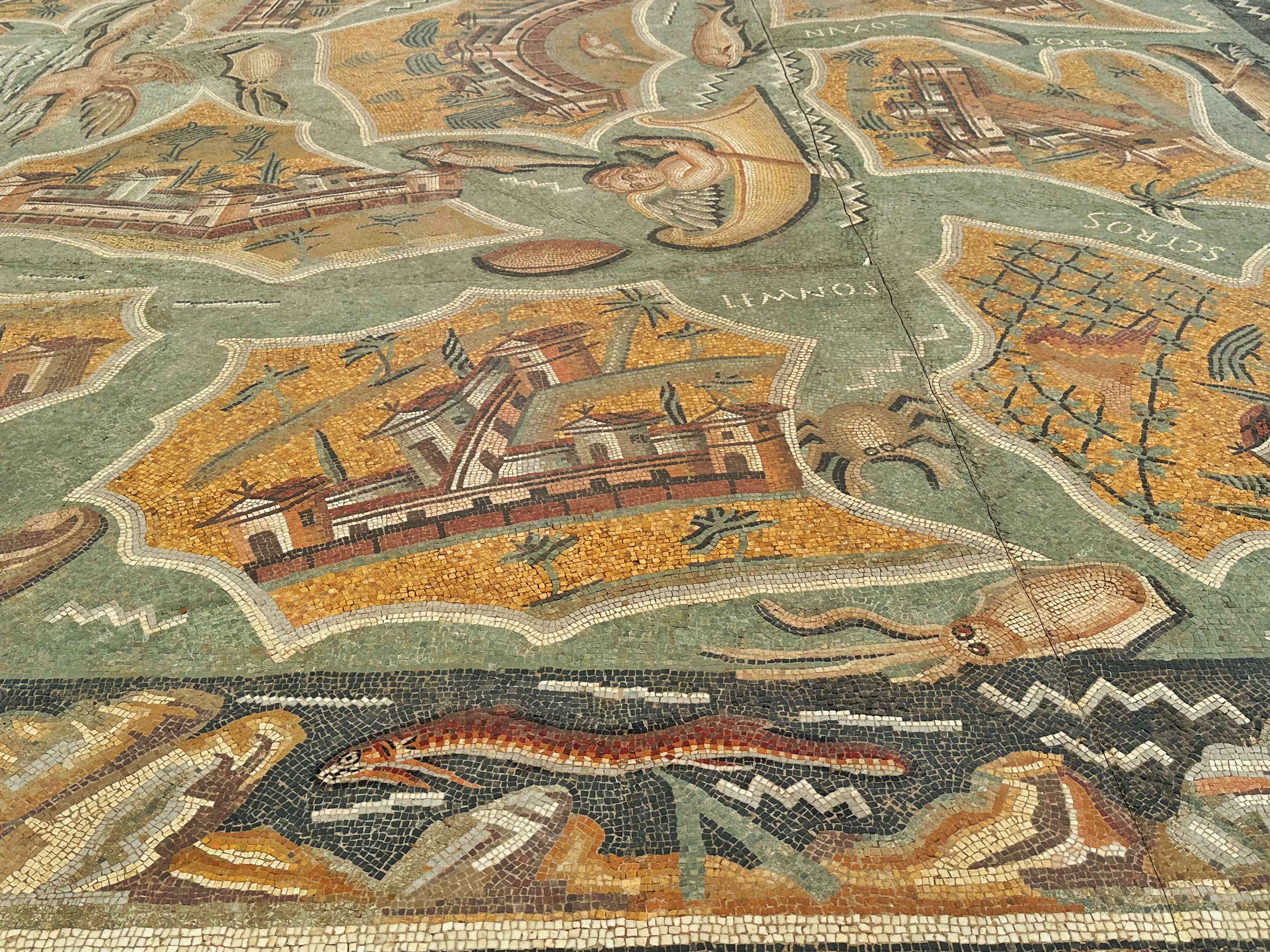
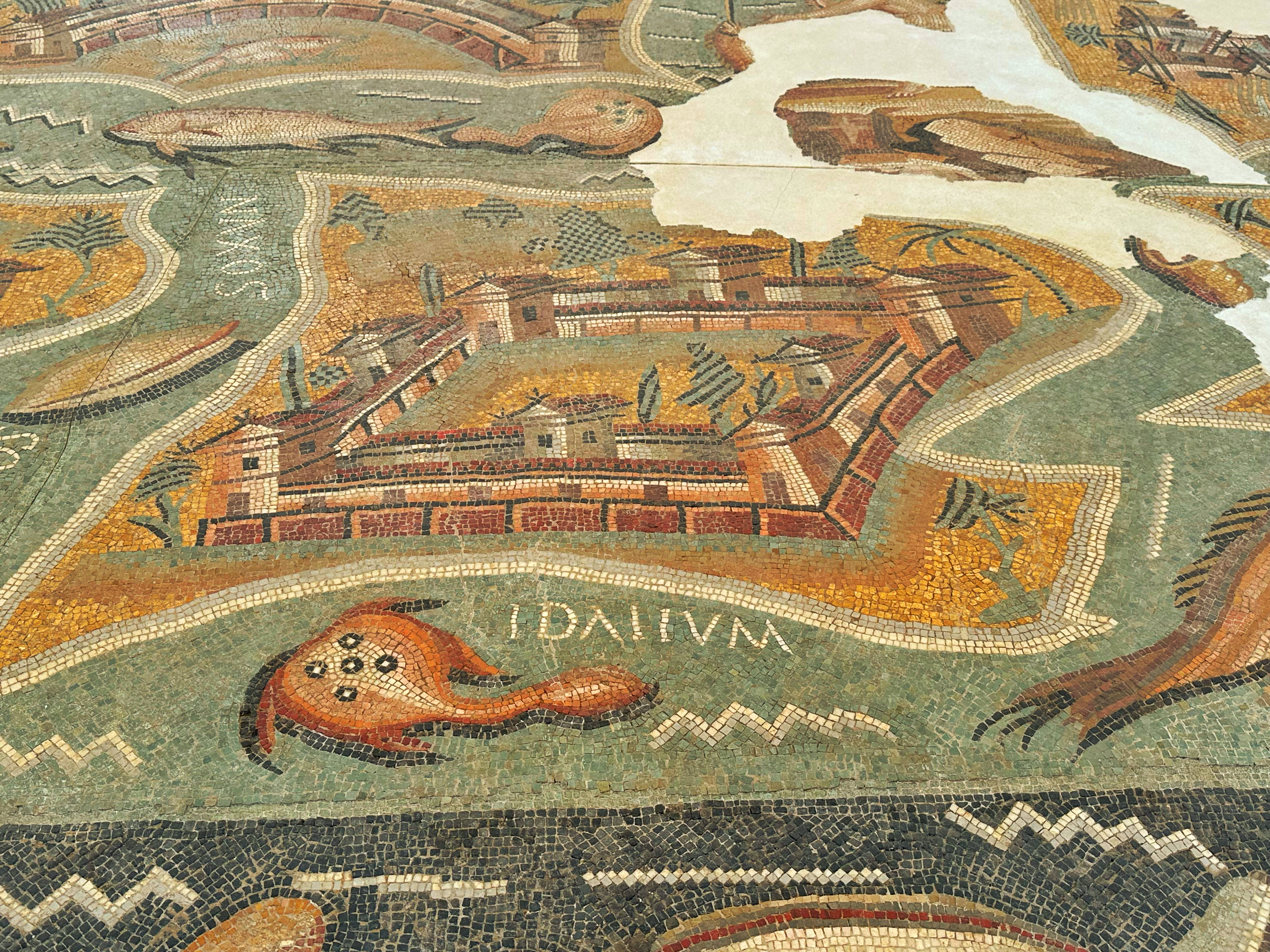
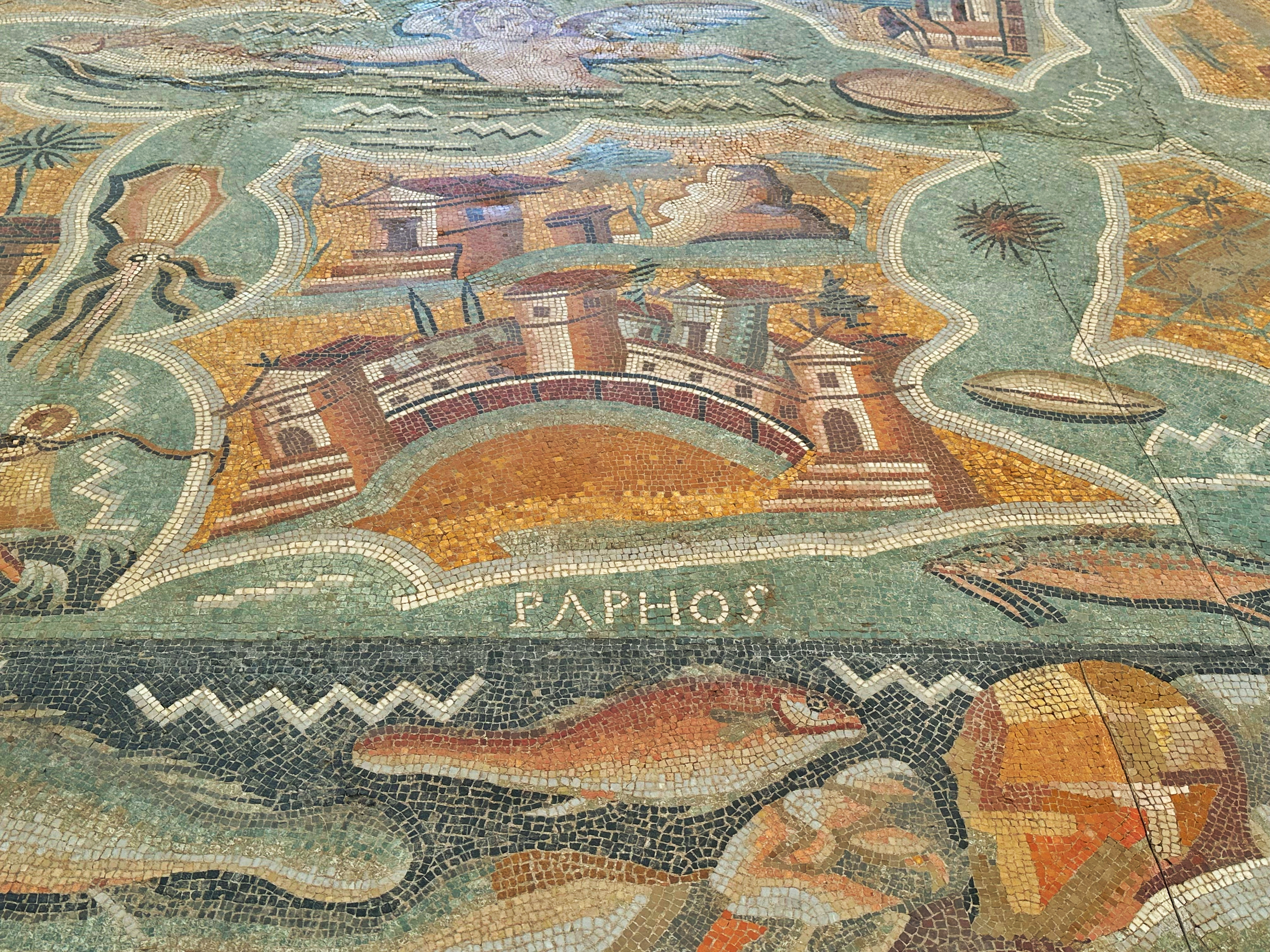
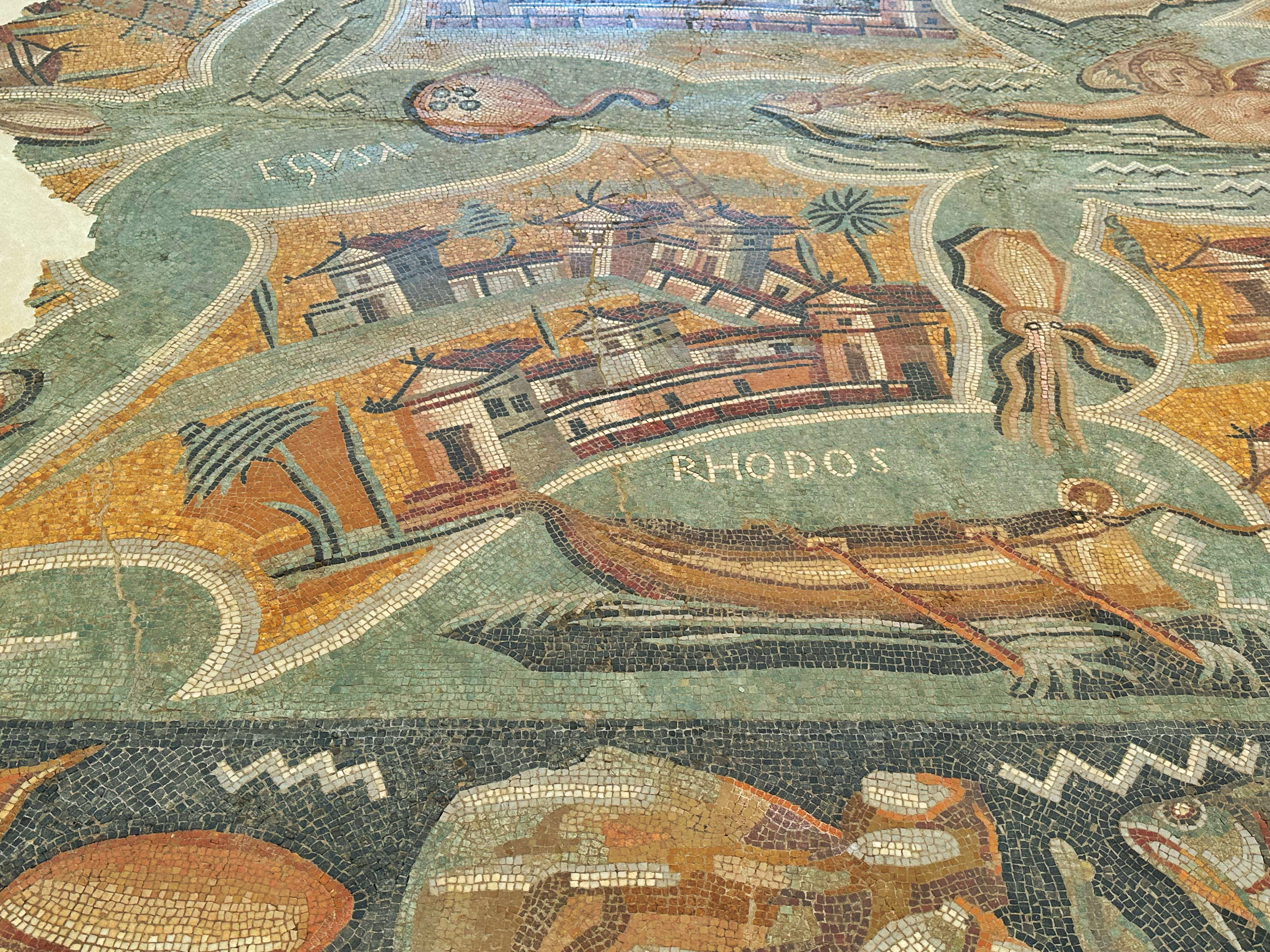
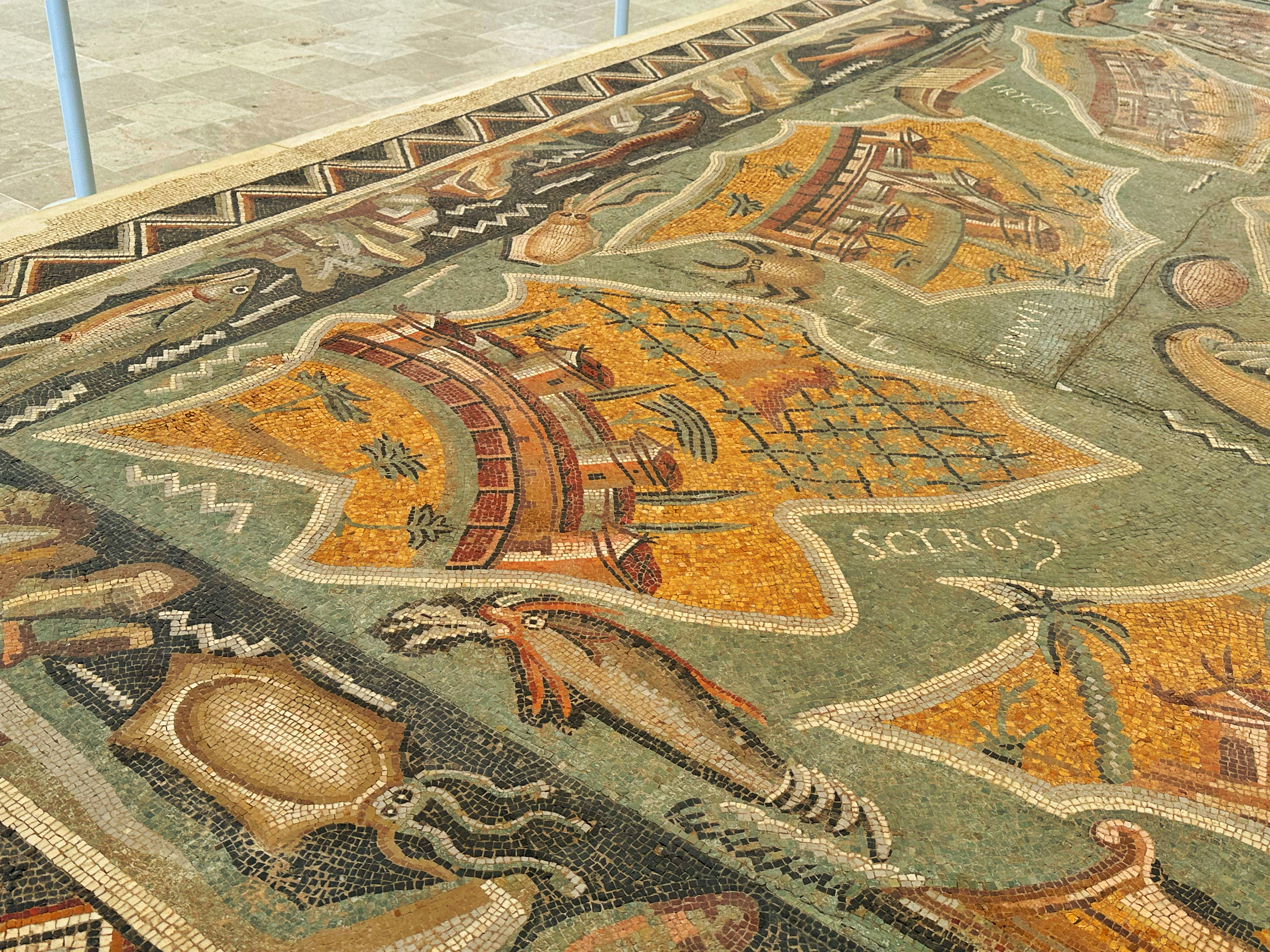
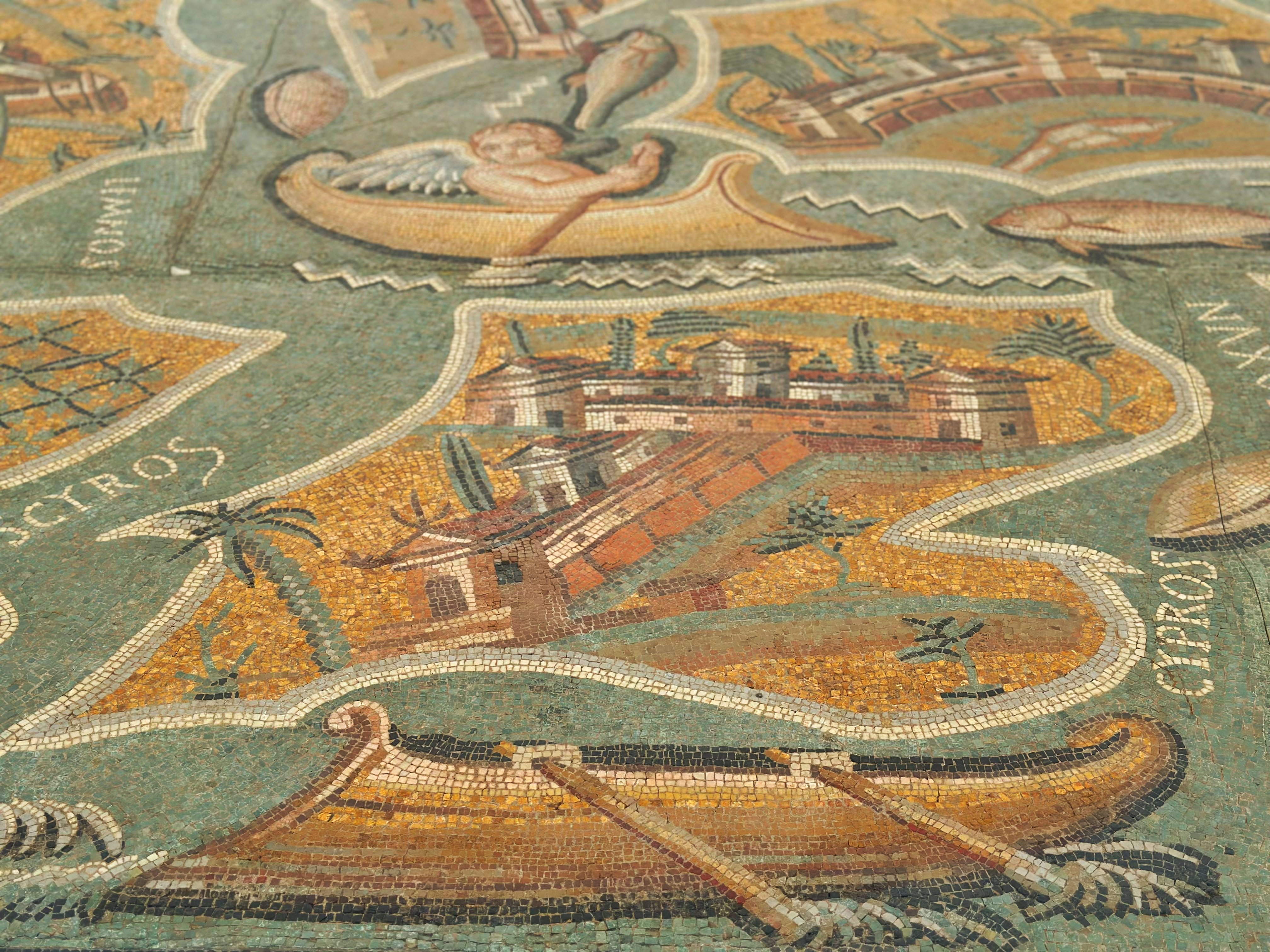

## Symbolisme et Influence du Culte de Vénus
Un des aspects marquants de la mosaïque est son lien implicite avec le culte de Vénus, ou Aphrodite dans la mythologie grecque, qui était la déesse de l'amour et de la beauté. Bien que Vénus n'apparaisse pas explicitement, sa présence est évoquée par les Amours qui pêchent ou nagent dans les eaux entourant les îles, ainsi que par des villes comme Paphos et Erycos, célèbres dans la mythologie pour leur association avec le culte de la déesse.

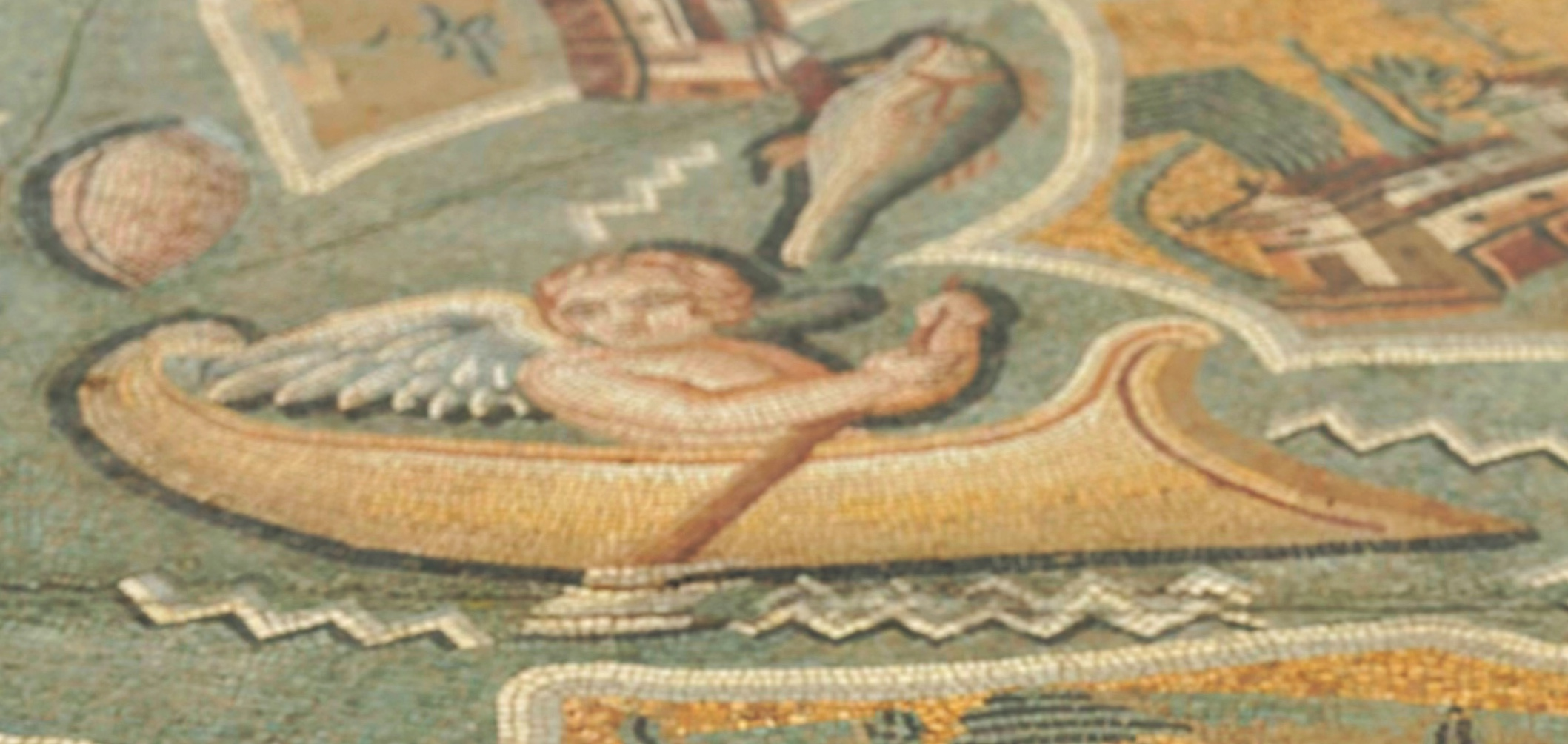
Amour pechant dans les eaux entourant les îles

## Historique et Restauration
La mosaïque a été découverte dans des conditions inhabituelles, après de fortes pluies qui avaient provoqué l'érosion des sols. À la suite de sa découverte, elle a été préservée par l’Institut National du Patrimoine en Tunisie, puis transportée dans les réserves archéologiques de Sbeitla pour une restauration minutieuse. Elle a ensuite été exposée lors d’une tournée au Japon en 2009-2010 avant de retrouver sa place au Musée du Bardo.